# Uri Avnery
Uri Avnery (Hebreeuws: אורי אבנרי), geboren als Helmut Ostermann (Beckum, 10 september 1923 - Tel Aviv, 20 augustus 2018) was een Israëlische journalist, schrijver, politiek activist en parlementslid; Avnery maakte van 1965 tot 1973 en van 1979 tot 1981 deel uit van de Knesset).
Het gezin Ostermann emigreerde in 1933, toen de nazi's in Duitsland aan de macht kwamen, naar het toenmalige Britse mandaatgebied Palestina. Als militante zionist sloot hij zich later aan bij de Joodse strijdgroep Irgoen. Ook vocht hij mee in de Israëlische Onafhankelijkheidsoorlog van 1948-1949 waarbij hij zwaargewond raakte.
In de jaren vijftig en zestig was hij uitgever en redacteur van een weekblad, Haolam Haze (Deze Wereld), dat veel kritiek op de centrumlinkse regeringen uitoefende en daarbij belangrijke affaires aan het licht bracht. Hij werd tweemaal als parlementslid verkozen. Zijn lijst had dezelfde naam als zijn weekblad.

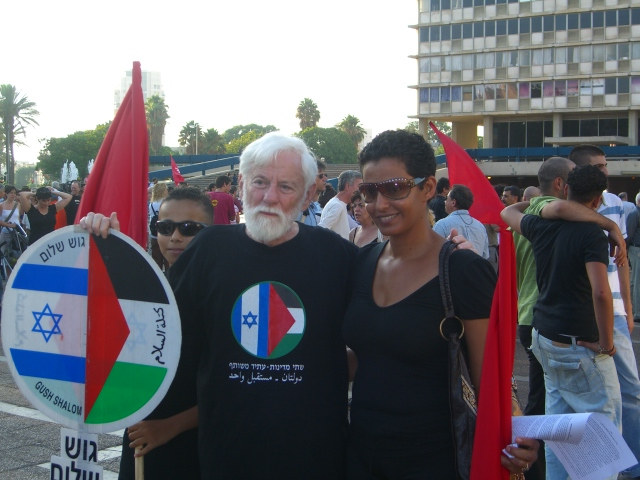
Avnery bij een demonstratie van Hadash tegen de Israëlisch-Libanese Oorlog (2006)

Na het beëindigen van zijn functie als redacteur legde hij zich toe op links georiënteerd buitenparlementair activisme en richtte hij de Gush Shalom op, een vredesbeweging die hij tot op zijn laatste dag aanvoerde. In dat kader verscheen hij regelmatig in het nieuws. Gush Shalom sprak over een tweestatenoplossing voor het Israëlisch-Palestijns conflict, lang voordat dit idee werd aangenomen door de centrumlinkse en centrumrechtse partijen in Israël. Hij was een van de oprichters van de Israëlische Raad voor Vrede tussen Israël en Palestina
Avnery was de eerste Israëliër die in de jaren tachtig de Palestijnse PLO-leider Yasser Arafat in zijn hoofdkwartier in de Libanese stad Beiroet opzocht. Sindsdien (en tot de dood van Arafat) heeft hij altijd een goed contact met Arafat onderhouden.
In 2001 werden Avnery en zijn vrouw Rachel geëerd met de Right Livelihood Award voor hun standvastige overtuiging, te midden van geweld, dat vrede alleen bereikt kan worden door recht en verzoening. In 2006 riep de kolonisten-activist Baruch Marzel de regering op om het Israëlische Defensieleger (IDF) een gerichte moordaanslag op Avnery uit te voeren.
In april 2018 gaf Avnery 'als (gewezen) soldaat nummer 44410 van het IDF' kritiek op het IDF voor hun reactie op de protesten in de Gazastrook, waarvan hij zich geheel distantieerde.
Op 4 augustus 2018 werd hij met spoed opgenomen na een ernstig herseninfarct. Hij overleed op 20 augustus in het Ichilov Ziekenhuis in Tel Aviv. Avnery werd 94 jaar oud.
Zijn laatste column was 'Who the Hell Are We?', waarin hij zeer kritisch is over de Israëlische natiestaatwet.

## Publicaties (selectie)
- In het veld van de Filistijnen, 1948
Een bestseller waarin Avnery zijn verslagen van aan het front bundelde.
- De andere kant van de medaille, 1949
Een boek over de misstanden tijdens de oorlog.
- Israël zonder Zionisten. Een pleidooi voor vrede in het Midden Oosten, 1968 (Nederlandse vertaling 1970)